# Ruínas romanas das Carvalheiras

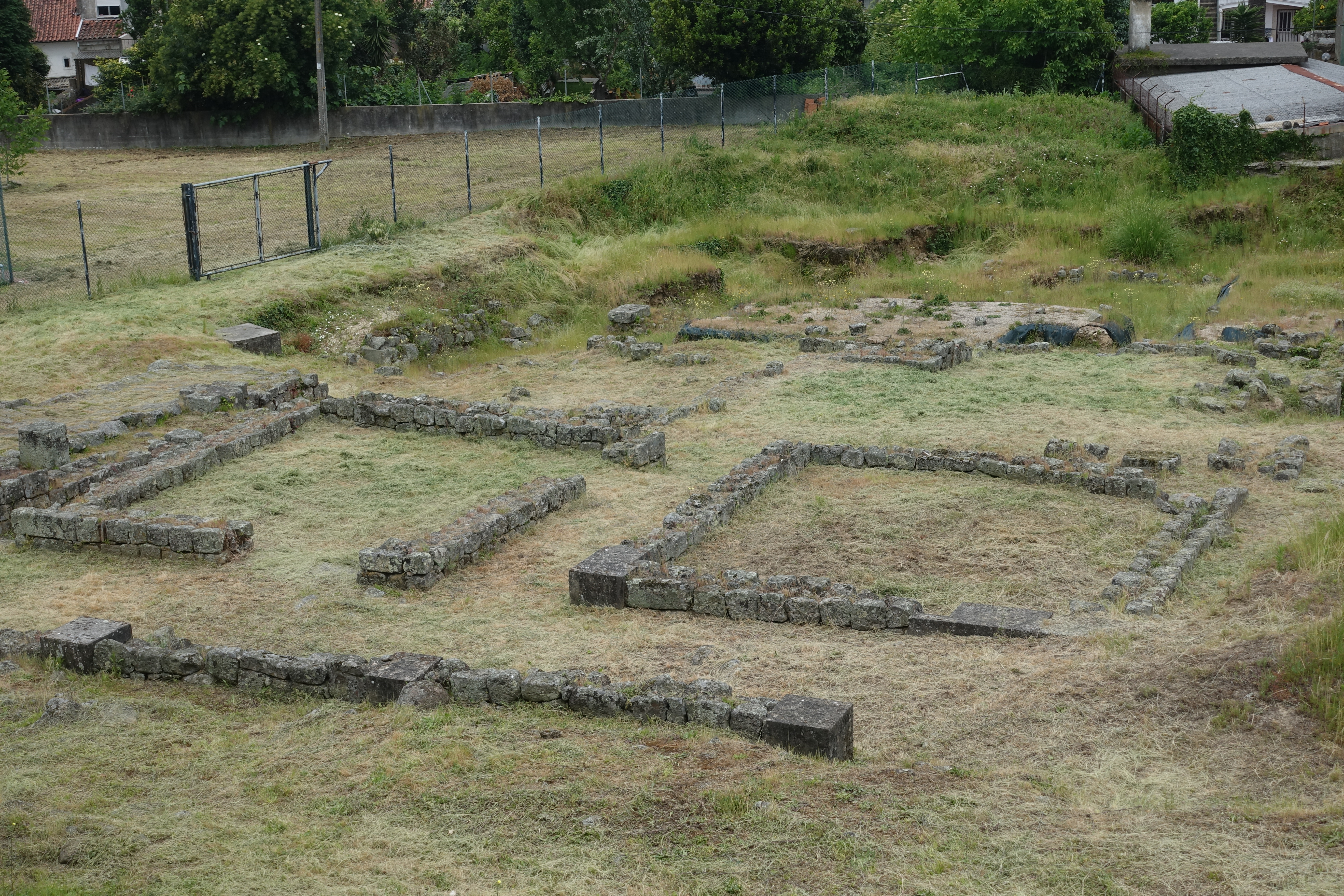

As Ruínas romanas das Carvalheiras, também referidas como Insula de Bracara Augusta, localizam-se na freguesia da Braga (Maximinos, Sé e Cividade), cidade e município de Braga, distrito do mesmo nome, em Portugal.
Encontram-se classificadas como Imóvel de Interesse Público desde 1990.

## História
Integra os vestígios remanescentes de um bairro residencial da antiga "Bracara Augusta". Acredita-se que tenha sido erguido no século I, tendo sofrido transformações no século III, e sendo habitado até finais do século V. Em nossos dias encontra-se em processo de estudo e musealização.
Esta casa é considerada o exemplo mais elucidativo da arquitectura urbana privada de "Bracara Augusta". Situada nas proximidades do "forum", a casa foi construída na época Flávia (69-96), tendo sido remodelada na primeira metade do século II e em finais do século III ou inícios do IV, supondo-se que tenha sido abandonada no século V.
Na primeira metade do século II o quadrante noroeste da casa foi remodelado para instalação de um balneário, com uma área de 190 metros quadrados.

## Características
Esta habitação ocupava a totalidade de um quarteirão da cidade, com uma área de 1.156 metros quadrados, dispondo-se em duas plataformas que definiam dois espaços funcionais distintos, com entradas autónomas, a sul e a norte, respectivamente.
A entrada sul dava acesso a um átrio, com um tanque ("implúvio"), que recebia a água da chuva a partir de uma abertura no telhado ("complúvio"). Em torno deste átrio organizavam-se vários espaços de recepção. Uma escada interior permitia descer ao peristilo, ao redor do qual se dispunham os espaços mais privados da habitação, designadamente, as salas de recepção e de refeição, os quartos, a cozinha e a latrina.
Ao longo das fachadas sul e oeste da casa existiam lojas que eram acessíveis a partir dos pórticos que ladeavam as ruas e que serviam de eixos de circulação pedonal.
No revestimento dos pavimentos e paredes deverão ter sido usados mosaicos e pinturas murais, ainda que os mesmos não se tenham conservado dada a natureza ácida do solo no local.

## Musealização
Em 10 de Dezembro de 2018, a Câmara de Braga e a Universidade do Minho decidiram desenvolver um projeto de valorização e musealização do conjunto arqueológico das Carvalheiras, com vista a tornar o local visitável pelo público.
A primeira fase, que foi desenvolvida durante 2019, inclui a conceção da "solução arquitetónica de musealização das ruínas e dos circuitos de visita, das soluções de conservação e cobertura dos vestígios, da solução arquitetónica do centro de interpretação e da sua articulação com a área a visitar e do tratamento da envolvente, que implica uma solução de arranjo paisagístico do interior do quarteirão das Carvalheiras".
A segunda fase, que diz respeito à execução do projeto, seria desenvolvida a partir de 2020.
O projeto pretende ainda criar as condições para dotar o interior do quarteirão das Carvalheiras de um parque urbano, aberto à cidade e aos visitantes, anexo às ruínas, que facultará um usufruto qualificado do espaço pelos cidadãos e o desenvolvimento de atividades culturais e de lazer.
Entre 1983 e 2000 a Unidade de Arqueologia da Universidade do Minho realizou trabalhos no local que permitiram descobrir um "significativo e diversificado conjunto de estruturas arqueológicas, correspondentes a uma área residencial da cidade romana de Bracara Augusta".
A Zona Arqueológica é composta por um extensa área de ruínas (cerca de 1900 metros quadrados), que definem um quarteirão residencial da cidade de Bracara Augusta.
O projeto, que estava previsto estar concretizado até 2021 vai permitir aos bracarenses e visitantes um maior conhecimento da história da cidade através de uma experiência interativa, alicerçada nas media arts.
Para além da componente arqueológica, o projeto prevê a criação de um parque urbano anexo às ruínas, que facultará um usufruto qualificado do espaço pelos cidadãos e o desenvolvimento de atividades culturais e de lazer.
Estava prevista a Ínsula entrar em obras na primavera de 2021. O projeto de musealização e visitação das ruínas foi realizado por projetistas espanhóis, de Tarragona, Ricardo Mar e Alejandro Beltrán-Caballero, com reputada experiência na relação com a arqueologia e na musealização de vestígios romanos.
O acesso à ruína será feito através da Rua Cruz de Pedra.
Em 10 de julho de 2023, a Câmara Municipal de Braga aprovou por unanimidade o lançamento do concurso público com vista à musealização das ruínas arqueológicas da Ínsula das Carvalheiras e criação do Centro de Interpretação e área envolvente.
Depois de mais de 20 anos de investigação, a parceria entre o Município de Braga e a Universidade do Minho concluiu o projeto que levará à valorização, musealização e à adequação à visita daquele conjunto arqueológico. A obra terá um prazo de execução de 18 meses, representando um investimento de 3,3 milhões de euros.
Em 5 de fevereiro de 2024 Câmara de Braga aprovou a adjudicação, por 3,8 milhões de euros, à construtora ABB – Alexandre Barbosa Borges, S.A, da empreitada de musealização das ruínas arqueológicas da Ínsula das Carvalheiras e criação de um centro de interpretação e um parque urbano. A obra deverá ficar pronta a 29 de dezembro de 2025.